# José Barros e Vasconcelos
José Joaquim Soares de Barros e Vasconcelos (Setúbal, 19 de março de 1721 — Lisboa, 3 de Novembro de 1793), foi um cientista português, particularmente, matemático e astrónomo.

## Biografia
Soares de Barros era filho de João Soares de Brito (administrador do Morgado de Setúbal) e de Isabel Apolónia, casou-se com Maria Isabel Libania de Barros e Vasconcelos, sua sobrinha.
Tendo optado pela carreira militar acabou por se destacar no campo da ciência.
Estudou história profana e francês, tendo feito algumas traduções desta língua para o português (Conjuração de Portugal, Amesterdão, 1682; Vida de Augusto Rei da Polónia, Londres, 1739; Vida de Henrique IV de França).

## Obras
- Lettre aus Auteurs des Memoires de Trévoux sur des nouvelles découvertes en Physique (1757 - Paris)[1][2]
- Nouvelles considérations sur les années Climatériques, la longueur de la vie de l’Homme, la propagation du Genre humain, et la vraie puissance des Etats considerée dans la plus grande population (1757 - Paris)[1][2]
- Letre a Messieurs les Auteurs du Journal des Sçavans sur la navigation des Portugais aux Indes Orientales (1758 - Paris)[1][2]